# Richard Tkáč
Richard Tkáč (24 maggio 1985) è un ex sollevatore slovacco che ha gareggiato nella categoria dei pesi medi (fino a 77 kg.).

## Carriera
Tkáč ha vinto la medaglia di bronzo ai Campionati europei di Kazan 2011 con 335 kg. nel totale, terminando alle spalle del turco Semih Yağcı (347 kg.) e dell'armeno Arayik Mirzoyan (347 kg. anch'egli).
Poco dopo è stato trovato positivo al doping e squalificato per due anni.
Ai Campionati mondiali di sollevamento pesi ha come miglior risultato il 7º posto finale con 338 kg. nel totale nell'edizione di Breslavia 2013. 